# Christie (группа)
Christie — британская рок-группа, создана Джеффом Кристи при участии музыкантов группы The Tremeloes, исполнявшая Пауэр-поп с элементами Блюз- и Кантри-рока. Мировую известность ей принесли хиты Yellow River (1970) и If Only.

## История группы
Джефф Кристи (англ. Jeff Christie) свой первый коллектив Outer Limits создал в ранней юности. Поначалу это был скиффл-бэнд (где также играли Стэн Дроги, Джерри Лейтон и Джерри Смит), словно бы копировавший этапы раннего развития The Beatles и считавшийся йоркширской версией знаменитой четвёрки.
Постепенно Outer Limits стали вырабатывать собственный стиль, в котором чувствовалось влияние музыки соул. В отличие от большинства любительских групп, эта сумела выпустить несколько синглов, самыми заметными из которых стали «Just One More Chance»/«Help Me Please» (Deram Records, 1967) и «Great Train Robbery»/«Sweet Freedom» (Instant Records, 1968). Все песни репертуара группы писал Джефф Кристи. Характерна в этом смысле «Great Train Robbery», где в полной мере проявилась его тяга к мелодичным поп-риффам и американской географии и истории (обе линии впоследствии соединятся в творчестве Christie).
Относительный успех сингла «Just One More Chance» (на песню даже было сделано несколько каверов) не помог группе сохраниться: группа распалась, и все её участники, кроме Джеффа, решили бросить музыку. Джефф между тем решил продолжать в качестве не автора, но исполнителя. Он тяготел к прогрессив-року, но понимал, что талант его состоит прежде всего в умении создать запоминающуюся мелодию. На некоторое время он переключился на кантри-поп и, создав портфолио собственных композиций, попытался заинтересовать ими различные лейблы звукозаписи и издательские компании.

### «Yellow River»
Наконец плёнки Кристи попали к гитаристу The Tremeloes Алану Блэкли. Тот тут же выделил песню «Yellow River» и со своей группой записал несколько её версий. Однако группа к этому времени уже имела достаточный успех с собственным материалом: эти записи были отложены на полку. Понимая, что «Yellow River» обладает взрывным хит-потенциалом, Джефф отклонил предложения нескольких других групп записать её и решил исполнить её в составе новой, своей собственной группы. Алан Блэкли предложил брату Майклу и гитаристу Вику Элмсу (двое последних были участниками The Epics, где играл также Билл «Ледженд» Файфилд, в будущем участник T. Rex) возможность записать «Yellow River» в качестве аккомпанирующего состава Джеффа Кристи. Так — при посредстве антрепренёра Брайана Лэнгли (также сотрудничавшего с Tremeloes) — образовалась группа, в название которой (в духе популярной тогда традиции) перешла фамилия её фронтмена.
Christie подписали в Англии контракт с CBS — компанией, выпускавшей также и пластинки Tremeloes. Дебютный сингл «Yellow River» (в сущности, вокал Джеффа плюс уже готовый бэкинг-трек из архивов Tremeloes) вышел весной 1970 года и тут же стал всемирным хитом. В Британии он вышел на 1-е место (пробыв в чартах 22 недели), а в США (где его выпустила компания Epic Records) достиг 23-го места, что было удивительно, если учесть, что группа за океаном к тому времени даже не выступала.

### «San Bernadino»
Второй сингл «San Bernadino», вышедший в октябре 1970 года, в Англии поднялся до #7, возглавил германский хит-парад, а в США остановился на 92-й строке. Зато дебютный альбом Christie за океаном имел больший успех, чем на родине группы: в списках Биллборда он провёл 10 недель. Christie немедленно подписались на всемирные туры и в течение следующих двух-трёх лет оставались одной из самых «путешествующих» групп мира. В это время Блэкли в составе заменил Пол Фентон (англ. Paul Fenton).
Третьим синглом компания предпочла выпустить «Man of Many Faces», в альбом не включённый; впоследствии этот выбор у многих вызвал недоумение. Успеха этот ход не возымел. Над вторым альбомом, For All Mankind, группа смогла приступить лишь в 1971 году. Кристи здесь сделал попытку вернуться к «прогрессивным» корням: музыка группы стала тяжелее, в ней появились элементы блюза и кантри. CBS стала раскручивать одну из песен, «Picture Painter», в рекламе, сняв на неё и видеоклип. Как ни странно, синглом она была выпущена лишь в странах Юго-Восточной Азии. Правда, Christie вернулись в чарты с «Iron Horse», песней, которую некоторые критики называют лучшей композицией группы.
В этот момент к составу присоединился Ховард Любин (англ. Howard Lubin) из поп-группы Unit 4+2: взяв бас, он позволил Джеффу на сцене играть на других инструментах. Успех группа получила и в Южной Америке, причём главным её хитом на этом континенте стала композиция Вика Элмса «Jo Jo’s Band».

### 1973—1976
К тому моменту, когда группа приступила к работе над третьим альбомом, отношения между Кристи и Элмсли ухудшились. В 1973 году Christie временно распались, а воссоединились уже с Роджером Флавеллом, который заменил Любина. Последний сконцентрировался на новой для себя карьере продюсера. Он, кроме того, написал песню «Free Inside», которая получила известность благодаря киноверсии популярного британского комедийного телесериала «Porridge». Вскоре Пол Фентон, с которым у Джеффа были самые тёплые отношения, перешёл в Carmen.
Джефф объявил о том, что начинает сольную карьеру и распустил группу, однако уже через месяц изменил решение и собрал новый состав с Роджером Флавеллом. Сюда вошли также Терри Фогг (англ. Terry Fogg), барабанщик британской группы Sounds Incorporated, и американский гитарист Дэнни Кригер (англ. Danny Krieger), который записал с группой синглы «The Dealer» (получивший хорошие рецензии, но в британском top 100 поднялся невысоко) и «Alabama», провёл испанское турне и вернулся в США. Его временно заменил Грег Эйнсуорт (англ. Greg Ainsworth). По возвращении группы в Британию он и Фогг ушли, а на смену им пришли Тони Фергюсон (гитара), Роджер Уиллис (ударные) и Грээм Уайт (гитара), все трое — из группы Capability Brown.
Перед началом южноамериканского турне Уайт покинул состав, и Christie снова превратились в квартет. Выпущенный синглом «Guantanamera» («Navajo» на обороте) способствовал росту их популярности на континенте. По возвращении с гастролей Джефф Кристи распустил состав, но в 1976 году выпустил сингл «Most Wanted Man» в США — как Christie. Здесь ему помогали более чем респектабельные музыканты: ударник Саймон Филлипс (позже игравший с The Who) и Джон Перри из Caravan. Однако новые участники держались настолько скромно, что фанаты группы решили, что группы Christie как таковой не существует, и Джефф выступает соло.

## После распада
В 1980 году Джефф перешёл на RK Records, где выпустил синглы «Tightrope»/«Somebody Else» и «Both Ends of the Rainbow»/«Turn On Your Lovelight» — под своим именем. Альбом, куда должны были войти эти четыре песни, был уже подготовлен, но оказался невыпущенным из-за того, что лейбл прекратил своё существование. Джефф продолжает утверждать, что таким образом пропали лучшие вещи всей его карьеры.
Сейчас Джефф Кристи продолжает писать песни (для других исполнителей, в том числе для Конкурса песни Евровидение) и занимается преподавательской работой. Вик Элмс под своим именем (а также в составе группы China) выпустил несколько синглов. Некоторое время он гастролировал с Tremeloes, а затем образовал собственную версию старой группы, Christie Again. Он написал музыку к телесериалу «Space: 1999». Пол Фентон продолжает работать с Mickey Finn’s T. Rex.

## Участники
- Джефф Кристи — вокал, бас-гитара (1969—1972), клавишные (1970—1976)
- Вик Элмс — гитара, бэк-вокал (1969—1973)
- Майк Блэкли — ударные (1969—1973)
- Лем Любин — бас-гитара (1972—1973)
- Роджер Флавелл — бас-гитара (1973—1974)
- Терри Фогг — ударные (1973—1974)
- Дэнни Кригер — гитара (1973—1974)
- Тони Фергюсон — гитара (1974—1975)
- Роджер Уиллис — ударные (1974—1975)
- Грээм Уайт — гитара (1974)
- Саймон Филлипс — ударные (1975—1976)
- Джон Перри — гитара (1975—1976)

## Дискография

### Студийные альбомы
- 1970 — Christie
- 1971 — For All Mankind
- 1972 — The Third Album?
- 1974 — Los Mas Grandes Exitos

### Синглы
| Год  | Название                               | Позиция      | Позиция          | Позиция |
| Год  | Название                               | U.S. Hot 100 | UK Singles Chart |         |
| ---- | -------------------------------------- | ------------ | ---------------- | ------- |
| 1970 | «Yellow River» (A-Side)                | #23          | #1               |         |
|      | → «Down The Mississippi Line» (B-Side) |              |                  |         |
| 1970 | «San Bernadino» (A-Side)               | #92          | #7               |         |
|      | → «Here I Am» (B-Side)                 |              |                  |         |
| 1970 | «L’Amerique»                           |              |                  |         |
| 1971 | «Man Of Many Faces» (A-Side)           |              |                  |         |
|      | → «Country Sam» (B-Side)               |              |                  |         |
| 1972 | «Everything’s Gonna Be Alright»        |              |                  |         |
| 1972 | «Iron Horse» (A-Side)                  |              | #47              |         |
|      | → «Every Now And Then» (B-Side)        |              |                  |         |
| 1972 | «Jo Jo’s Band» (A-Side)                |              |                  |         |
|      | → «California Sunshine» (B-Side)       |              |                  |         |
| 1973 | «Fools Gold» (A-Side)                  |              |                  |         |
|      | → «Born to Lose» (B-Side)              |              |                  |         |
| 1973 | «The Dealer» (A-Side)                  |              |                  |         |
|      | → «Pleasure And Pain» (B-Side)         |              |                  |         |
| 1974 | «Alabama» (A-Side)                     |              |                  |         |
|      | → «I’m Alive» (B-Side)                 |              |                  |         |
| 1974 | «Guantanamera» (A-Side)                |              |                  |         |
|      | → «Navajo» (B-Side)                    |              |                  |         |
| 1975 | «Space: 1999»                          |              |                  |         |
| 1976 | «Most Wanted Man In The USA» (A-Side)  |              |                  |         |
|      | → «Rockin' Suzanna» (B-Side)           |              |                  |         |
| 1979 | «Turn On Your Lovelight» (A-Side)      |              |                  |         |
|      | → «You and Me» (B-Side)                |              |                  |         |
| 1980 | «Both Ends Of The Rainbow»             |              |                  |         |